# Andrena palpalis
Andrena palpalis är en biart som beskrevs av Timberlake 1951. Andrena palpalis ingår i släktet sandbin, och familjen grävbin. Inga underarter finns listade i Catalogue of Life.